# Chaeropodidae
Famille
Les Chaeropodidae sont une famille éteinte de Mammifères métathériens (c'est-à-dire qui portent leurs petits dans une poche externe).

## Liste des genres
Selon ITIS :
- genre Chaeropus Ogilby, 1838
  - Chaeropus ecaudadus (Ogilby, 1838)